# 萬德利茨湖

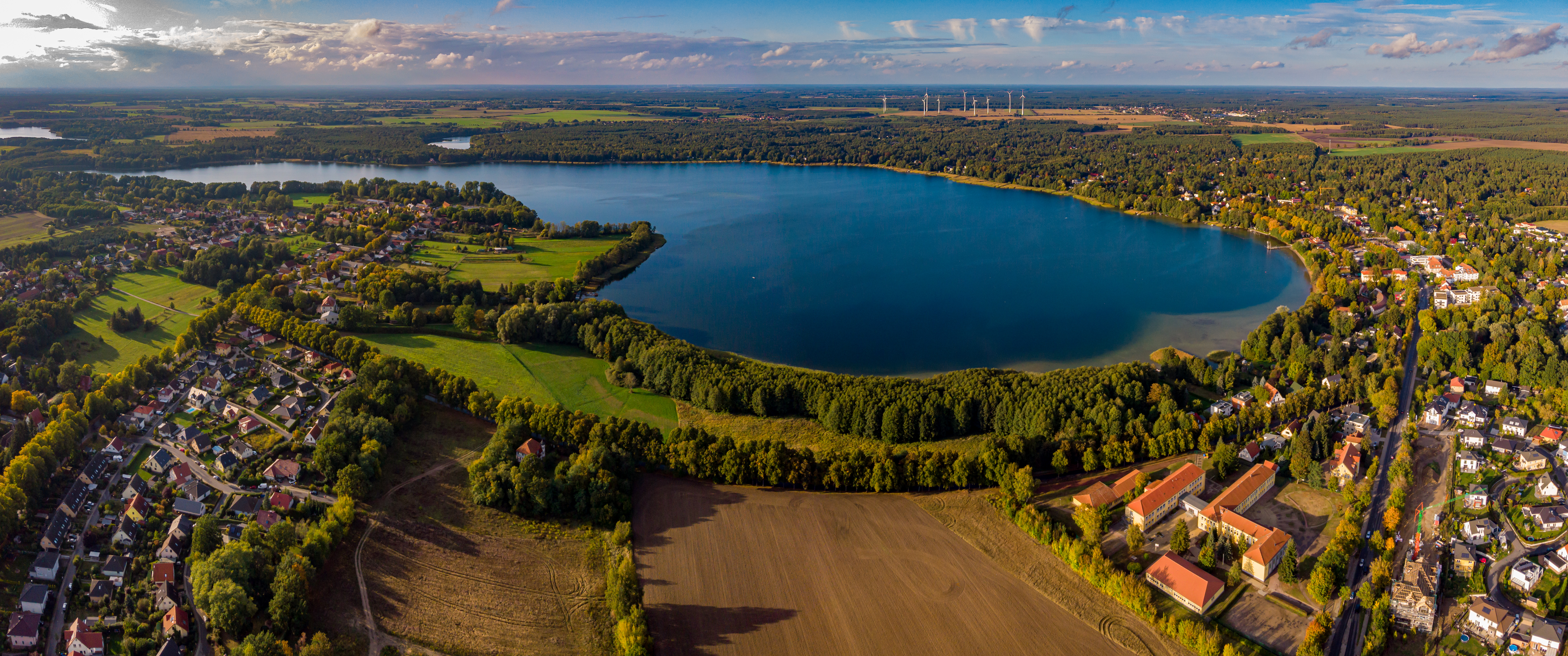

52°45′33″N 13°27′22″E / 52.7592299951231°N 13.456106185913086°E
萬德利茨湖（德語：Wandlitzer See），是德國的湖泊，位於該國西南部，由勃蘭登堡州負責管轄，處於萬德利茨，面積2.2平方公里，海拔高度米，最大水深3米。